# Диво цвете
Дивото цвете е цвете, което расте в дивата природа, което означава, че не е било умишлено засято или засадено. Терминът предполага, че растението вероятно не е нито хибрид, нито селектиран сорт, който по някакъв начин се различава от начина, по който се появява в природата като местно растение, дори ако расте там, където не би растяло естествено. Терминът може да се отнася до цялото цъфтящо растение, не само когато е цъфнало, и не само цвета.
„Диво цвете“ не е точен термин. По-точните термини включват „местни видове“ (естествено срещащи се в района, виж флора), „екзотични“ или, по-добре, „интродуцирани видове“ (които не се срещат в природата в района), от които някои са етикетирани като „инвазивни видове“ (които превъзхождат другите растения – независимо дали са местни или не), „внесени“ (въведени в даден район умишлено или случайно) и „натурализирани“ (въведени в даден район, но сега се считат от обществото за местни).
В Обединеното кралство организацията Plantlife International въвежда „Схема на окръжните цветя“ (на английски: County Flowers scheme) през 2002 г., в която обществеността номинира и гласува за емблема на диви цветя за своя окръг. Целта е да се разпространи информираността за наследството на местните видове и за необходимостта от опазването им, тъй като някои от тези видове са застрашени. Например, Съмърсет е приел карамфила Dianthus gratianopolitanus, Лондон – Chamerion angustifolium и Денбишър в Уелс – ранилиста Stachys alpina.
Диворастящите цъфтящи растения са известни и като полски цветя (от „поле“).

## Популярни диви цветя
- Adonis aestivalis
- Anthemis arvensis
- Anagallis[3]
- Agrostemma githago
- Centaurea cyanus
- Coreopsis tinctoria
- Dianthus barbatus
- Digitalis purpurea
- Eschscholzia californica
- Gypsophila elegans
- Glebionis segetum
- Lantana spp.
- Papaver rhoeas
- Silene latifolia
- Viola tricolor
- Dimorphotheca aurantiaca
- Alnus glutinosa
- Callirhoe involucrata
- Potentilla sterilis
- Prunus padus
- Petasites hybridus
- Ranunculus ficaria
- Tussilago farfara
- Viola riviniana
- Phlox drummondii
- Ulmus sp.

### В България
Популярни диворастящи пролетни цветя в България са:
- Блатно кокиче (Leucojum aestivum)
- Горска майка (Lathraea squamaria)
- Елвезиево кокиче (Galanthus elwesii)
- Жълт минзухар (Crocus flavus)
- Жълто асфоделине (Asphodeline lutea)
- Златоцветен минзухар (Crocus chrysanthus)
- Качулесто кукувиче грозде (Muscari comosum)
- Кукувиче грозде (Muscari neglectum)
- Кукуряк (Helleborus odorus)
- Огнен горицвет (Adonis flammea)
- Оливиеров минзухар (Crocus olivieri)
- Планински минзухар (Crocus veluchensis)
- Планинско котенце (Pulsatilla montana)
- Пролетен горицвет (Adonis vernalis)
- Родопска горска майка (Lathraea rhodopaea)
- Родопска мерендера (Merendera rhodopaea)
- Синчец (Scilla bifolia)
- Теснолист божур (Colchicum triphyllum)
- Трилистен мразовец (Colchicum triphyllum)
- Урумово лале (Tulipa urumoffii)

## Приложения
Част от дивите цветя служат за билки. Имат декоративна употреба, например в букети (включително сухи цветя, например ксерантемум), изработването на венци и др.

## Вижте още
- Полски цветя